# Бутди, Чатчай
Чатчай Бутди (тайск. ฉัตร์ชัย บุตรดี; род. 26 марта 1985, Сакэу) — тайский боксёр, представитель легчайшей и наилегчайшей весовых категорий. Выступает за сборную Таиланда по боксу с 2007 года, чемпион Азии, трёхкратный чемпион Игр Юго-Восточной Азии, бронзовый призёр чемпионата мира в Алма-Ате, участник двух летних Олимпийских игр, победитель и призёр многих турниров национального и международного значения.

## Биография
Чатчай Бутди родился 26 марта 1985 года в ампхе Та-Пхрая провинции Сакэу. Начинал спортивную карьеру как боец муай-тай, провёл здесь около 80 боёв, однако какого-то существенного успеха не добился и в 2005 году принял решение перейти в любительский олимпийский бокс.
Первого серьёзного успеха на международном уровне добился в сезоне 2007 года, когда вошёл в основной состав тайской национальной сборной и одержал победу на предолимпийском турнире в Пекине. В 2008 году представлял Таиланд на Кубке короля в Бангкоке и в зачёте наилегчайшей весовой категории получил бронзу — на стадии полуфиналов был остановлен будущим олимпийским чемпионом из Китая Цзоу Шимином.
Побывал на Играх Юго-Восточной Азии 2009 года в Вьентьяне, откуда привёз награду золотого достоинства, выигранную в легчайшем весе. Боксировал на чемпионате Азии в Чжухае, однако попасть здесь в число призёров не смог, уже на предварительном этапе потерпел поражение от индуса Джитендера Кумара. На чемпионате мира в Милане сумел добраться до четвертьфиналов, где был побеждён россиянином Эдуардом Абзалимовым.
В 2010 году выступал на Азиатских играх в Гуанчжоу, выиграл бронзовую медаль на Трофи Мохамеда VI в Марокко. В следующем сезоне добавил в послужной список серебряную награду, полученную на Играх Юго-Восточной Азии в Палембанге, дошёл до 1/8 финала на мировом первенстве в Баку, уступив британцу Эндрю Селби.
Благодаря череде удачных выступлений Бутди удостоился права защищать честь страны на летних Олимпийских играх в Лондоне — в наилегчайшем весе победил первого своего соперника, однако во втором поединке на стадии 1/16 финала со счётом 10:22 потерпел поражение от кубинца Робейси Рамиреса, который в итоге и стал победителем этих Игр.
После лондонской Олимпиады Чатчай Бутди остался в основном составе боксёрской команды Таиланда и продолжил принимать участие в крупнейших международных турнирах. Так, в 2013 году он одержал победу на Играх Юго-Восточной Азии в Нейпьидо, завоевал бронзовую медаль на чемпионате мира в Алма-Ате, где в полуфинале проиграл российскому боксёру Мише Алояну. По итогам сезона спортивным руководством страны признан лучшим спортсменом Таиланда.
В 2014 году боксировал на Азиатских играх в Инчхоне, выбыл из борьбы за медали уже на предварительном этапе. Год спустя победил на домашнем азиатском первенстве в Бангкоке, в частности в финальном поединке взял верх над узбеком Муроджоном Ахмадалиевым, выиграл международный турнир в Патайе, при этом на Играх Юго-Восточной Азии в Сингапуре до призовых позиций не добрался.
Находясь в числе лидеров тайской национальной сборной по боксу, Бутди благополучно прошёл квалификацию на Олимпийские игры в Рио-де-Жанейро. На сей раз состязался в легчайшей весовой категории, вновь выиграл стартовый поединок, тогда как во втором бою со счётом 1:2 уступил россиянину Владимиру Никитину, который в итоге стал бронзовым призёром Игр.
В 2017 году тайский боксёр завоевал золотую медаль на Играх Юго-Восточной Азии в Куала-Лумпуре.